# 창녕향교
창녕향교(昌寧鄕校)는 대한민국 경상남도 창녕군 창녕읍 교리에 있는 향교이다. 1983년 8월 6일 경상남도의 유형문화재 제212호로 지정되었다.

## 개요
향교는 훌륭한 유학자를 제사하고 지방민의 유학교육과 교화를 위하여 나라에서 지은 교육기관이다
창녕향교를 언제 세웠는지 정확히 알 수 없으나 조선 효종(재위 1649∼1659) 때 다시 세웠다고 전한다. 1904년에 보수하고 1987년에 동재, 서재를 복원하였다.
건물은 출입문인 외삼문, 공부하는 곳인 명륜당과 동·서재, 사당인 대성전과 동·서무 등의 건물이 있으며, 앞에 명륜당이 있고 뒤에 대성전이 있는 전형적인 전학후묘의 배치를 이루고 있다.
조선시대에는 국가로부터 토지와 전적·노비 등을 받아 학생들을 가르쳤으나, 갑오개혁(1849) 이후 제사만 지내고 있다.
다른 향교에 비해 많은 전적을 보관하고 있으며, 특히 이 지방 향토사연구에 귀중한 자료를 많이 제공하고 있는 유서 깊은 곳이다.

## 참고 자료
- 창녕향교 - 국가유산청 국가유산포털